# 初音未来的消失
初音未来的消失（日语：／）是cosMo@暴走P的著名歌曲，歌曲採用了Yamaha的VOCALOID語音合成軟件初音未來製作。原曲於2008年4月8日正式推出。同名專輯於2008年8月4日在EXIT TUNES發售，發行者為波麗佳音（Pony Canyon）。专辑宣傳標語為「初音未來。那『誕生』『暴走』『疑惑』『分裂』『破壞』『終焉』『消失』和『激唱』」。
本曲以及較早發表的相關歌曲〈初音未來的暴走〉的歌曲名稱皆啟發自日本輕小說《涼宮春日系列》的第四卷《涼宮春日的消失》以及第五卷《涼宮春日的暴走》。

## 歌曲介紹
2008年4月8日，cosMo@暴走P於影片分享網站NICONICO動畫上傳了「初音未来的消失」。截至2010年10月28日觀看次數超過400萬，是cosMo@暴走P的代表作品。
作者為營造非人類的感覺，因此把歌曲的BPM調到240，即為每分鐘240拍。2011年，JOYSOUND評選「︁初音未来的消失」為「最難唱歌曲」排行榜的第一位。在相關遊戲《初音未來 -名伶計畫-》中，歌曲難度亦較高。
南夢宮萬代後來另行重製了同曲的「劇場版」，於《太鼓之達人》系列作品中收錄，以區別一般版本。

## 專輯曲目
| 《》 | 《》                              | 《》        | 《》                                   | 《》 |
| 曲序 | 曲目                              |             | 备注                                   | 时长 |
| ---- | --------------------------------- | ----------- | -------------------------------------- | ---- |
| 1.   |                                   | cosMo@暴走P |                                        | 3:20 |
| 2.   | 和初音未来一起玩吧！！ （日語：初音ミクとあそぼぅ!!） | cosMo@暴走P |                                        | 4:35 |
| 3.   | A.I.                              | cosMo@暴走P |                                        | 4:34 |
| 4.   | 初音未來的暴走 （日語：初音ミクの暴走）         | cosMo@暴走P |                                        | 4:48 |
| 5.   | 初音未來的疑惑 （日語：初音ミクの戸惑）         | cosMo@暴走P |                                        | 5:06 |
| 6.   | 初音未來的分裂→破坏 （日語：初音ミクの分裂→破壊）    | GAiA        | 使用了初音未来的全部六种追加音源来编曲 | 5:32 |
| 7.   | 再见常识空间 （日語：さよなら常識空間）           | cosMo@暴走P |                                        | 4:38 |
| 8.   | 0                                 | cosMo@暴走P |                                        |      |
| 9.   | 初音未來的结束 （日語：初音ミクの終焉）         | cosMo@暴走P |                                        | 3:59 |
| 10.  | 初音未來的消失 （日語：初音ミクの消失）         | cosMo@暴走P |                                        | 4:49 |
| 11.  | Hyper∞LATiON                      | cosMo@暴走P |                                        | 2:18 |
| 12.  | ∞                                 | cosMo@暴走P |                                        | 5:08 |
| 13.  | 初音未來的激唱 （日語：初音ミクの激唱）         | GAiA        |                                        | 5:00 |
| 14.  | 浅黄色的里程碑 （日語：浅黄色のマイルストーン）         | cosMo@暴走P |                                        | 3:44 |

## 作品收錄

### CD音樂專輯
依照發售日期排序
初音ミク歌唱版
- （EXIT TUNES、2009年3月4日） - 合輯。收錄和「∞」收錄。
- （EXIT TUNES、2010年5月19日） - 合輯。收錄。
- （Sony Music Direct (Japan) Inc.、2010年7月28日） - 的官方Non-Stop Remix Album。收錄。
- 《DJ Lily Presents SUPER VOCALOID》（avex trax、2011年4月27日） - Non-Stop Remix Album。「初音ミクの消失 -NTMG mix-」收錄。
- （Sony Music Direct (Japan) Inc.、2011年6月22日預訂） - VOCALOID歌曲的BEST Album。收錄。
- （日本古倫美亞、2011年12月21日發行），收錄版本為南夢宮萬代在《太鼓之達人》系列中重新編曲的「劇場版」。

人間歌唱版
- （EXIT TUNES、2011年3月16日） - 網絡歌手歌曲合集。的vip店長歌唱版收錄。
- （Sony Music Direct (Japan) Inc.、2011年4月27日） - サオリリス的專輯。「初音ミクの消失 -DEAD END-」收錄。

### 遊戲
世嘉《初音未來 -名伶計畫-》系列
- 《初音未來 -名伶計畫-》1代（對應的「夢幻劇場」版本，改用了大型機台的PV而非PSP版本的靜態PV）
- 《初音未來 -名伶計畫- 大型機台版》（PV重製）
- 《初音未來 -名伶計畫- 2nd》（付費下載曲，PV沿用大型機台版）
- 《初音未來 -名伶計畫- 延伸版》（PV沿用大型機台版）
- 《世界计划 缤纷舞台！ feat.初音未来》（提供虚拟歌手版本）

南夢宮萬代《太鼓之達人》系列（收錄版本為「劇場版」而非一般版本）
- 《新 太鼓之達人》（大型機台）
- 《太鼓之達人 攜帶版 DX》（PSP，付費下載曲）
- 《太鼓之達人 小小飛龍與神奇寶珠》（3DS）
- 《太鼓之達人 Wii 超豪華版》（Wii）

科乐美 《SOUND VOLTEX》系列
- 《SOUND VOLTEX III GRAVITY WARS》（因为版权原因，曲名中“初音未来”的部分被去除，仅以《消失》为曲名）

## 外部連結
- 初音ミクの消失 / cosMo@暴走P feat. 初音ミク（页面存档备份，存于）專輯官方網站
- EXIT TUNES / QWCE-10027 初音ミクの消失 / cosMo@暴走P feat. 初音ミク（页面存档备份，存于） EXIT TUNES商品情報
- cosMo@BousouP Official Website「CHEMICAL SYSTEM LE」（页面存档备份，存于） 作曲家cosMo@暴走P和GAiA的官方網站
- 初音未來原創曲　「初音未來的消失（LONG VERSION）」（页面存档备份，存于）